# Voss
Voss è un comune e distretto norvegese della contea di Vestland.

## Sport
Stazione sciistica, Voss ha ospitato diverse gare di Coppa del mondo di sci alpino.